# NGC 6166
NGC 6166 ist eine elliptische Galaxie im Sternbild Herkules. Sie ist die dominante Galaxie im rund 400 Millionen Lichtjahre entfernten Galaxienhaufen Abell 2199. NGC 6166 ist eine der leuchtkräftigsten bekannten Galaxien im Röntgenbereich.
Das Objekt wurde am 30. Mai 1791 von William Herschel entdeckt.